# 大卫·罗森汉恩
大卫·罗森汉恩 （英語：David L. Rosenhan, 1929年11月22日—2012年2月6日）是一位美国心理学家，其最著名的实验罗森汉恩实验挑战了精神病诊断的可行性。

## 生平
1929年出生在美国新泽西州泽西市，早年毕业于叶史瓦大学，1953年毕业于哥伦比亚大学硕士学位，1958年获得该校博士学位。是心理学和法学的研究专家，是美国科学促进会会员，曾经在多处学校任教，包括斯沃斯莫尔学院、普林斯顿大学、哈佛学院、宾夕法尼亚大学和斯坦福大学。1973年进行了其最出名的实验罗森汉恩实验。
2012年2月6日在美国逝世，享年82岁。